# همگنی برون‌گروهی
همگنی برون‌گروهی (انگلیسی: Out-group homogeneity)، این است که تصور اعضای برون‌گروهی بیشتر به یکدیگر نسبت به اعضای درون‌گروهی شبیه هستند. «آنها شبیه هم هستند؛ ما متنوع هستیم».